# Daniel Ewing
George Daniel Ewing, Jr (nacido el 26 de marzo de 1983 en Milton, Florida), es un exjugador de baloncesto estadounidense que disputó catorce temporadas como profesional. Con 1,91 metros de altura, jugaba en la posición de base.

## Carrera

### Instituto
Ewing jugó para el equipo Willowridge High School en Houston, Texas conjuntamente con T.J. Ford. Fue seleccionado por McDonald's All American en el 2001.

### Universidad
Jugó por cuatro temporadas en Duke, desde el 2001 hasta el 2005.

### NBA
Daniel fue escogido por Los Angeles Clippers en segundo lugar en la segunda ronda del Draft de la NBA del 2005. Tras finalizar la temporada 2006-07, fue cortado por los Clippers.

### Europa
El jugador formado en Duke que pasó por la NBA con Los Angeles Clippers, desembarcó en Europa en la temporada 2007-08 en las filas de BK Kimki. Después de su primera experiencia en el conjunto ruso permanece en las filas de Asseco Prokom Gdynia, siendo campeón de liga las tres temporadas (desde 2008 a 2011) y MVP de la final de 2011. 
En 2011 emprende nuevos retos en las filas de Azovmash Mariupol de Ucrania con el que además de participar en la competición doméstica disputa la previa de la EuroCup y la VTB League. En diciembre de 2012 firma por el Beşiktaş.
[actualizar]